# Кремена, Владимир Иванович
О селе в Болгарии см. статью Кремена.
Влади́мир Ива́нович Кремена́ (7 июня 1937 — 5 декабря 2003) — советский и российский артист цирка (клоун и музыкальный эксцентрик), киноактёр. Заслуженный артист Российской Федерации (1994).

## Биография и творчество
Родился 7 июня 1937 года под Майкопом, Краснодарский край. Отец был агрономом, погиб во время войны. Мать работала преподавателем в школе, затем на партийной работе. Во время войны семья была в эвакуации в Сибири.
После окончания школы В. И. Кремена учился в физкультурном техникуме, затем поступал в Щукинское училище, но по совету преподавателя подал документы в Государственное училище циркового и эстрадного искусства. Окончил ГУЦЭИ (1960), ГИТИС (1990). Учился искусству буффонады у Николая Александровича Кисса (21.3.1897 — 28.3.1972).
Руководил клоунской группой в цирковом коллективе «Весёлая арена» (партнёры Л. Волчек, И. Шестаков, Л. Усачёв). С 1970 выступал с номером «Музыкальная буффонада», с 1972 соло-ковёрный (реж. М. Местечкин). Служил в Союзгосцирке. Актёрский образ — «неулыбчивый» серьёзный клоун-философ. Владел многими цирковыми жанрами и большая часть его реприз — пародии на номера программы. Среди его лучших клоунских миниатюр: «Силач», «Хула-хупы», «Вор». Оригинален номер «Музыкальная буффонада», в которой он и его партнёрша, исполняя акробатические трюки, одновременно играют на музыкальных инструментах. Лауреат Всесоюзного конкурса артистов цирка (1987). Также снимался в кино.
Похоронен на Востряковском кладбище.

## Отзывы
Юрий Никулин в своей книге «Почти серьёзно» назвал Владимира Кремену «одним из лучших наших клоунов»:

Я рад, что сумел помочь Владимиру Кремене — одному из лучших наших клоунов, человеку беспокойному, невероятно талантливому и совершенно беззащитному.

## Семья
Супруга — Галина Ивановна Кремена, работала в цирке вместе с ним. Родилась 8 сентября 1941 года в семье дирижаблестроителя, участника спасения челюскинцев Ивана Каткова. Окончила государственное училище циркового и эстрадного искусства, актриса разговорного жанра, с 1972 клоунесса и музыкальный эксцентрик. Более тридцати лет проработала в цирке в паре с мужем. Их дочь — Оксана (род. 19.2.1967), также артист цирка, продолжила династию.

## Фильмография
- 1965 — Город мастеров — дядюшка Нинош
- 1969 — Жди меня, Анна — клоун (нет в титрах)
- 1972 — Вашингтонский корреспондент — гость в клубе (нет в титрах)
- 1973 — Быть человеком — строитель (нет в титрах)
- 1973 — Много шума из ничего — эпизод
- 1975 — Дерсу Узала — Туртыгин
- 1975 — Память — клоун
- 1982 — Культпоход в театр — участник художественной самодеятельности
- 1982 — Сказка странствий — эпизод
- 1983 — Послесловие — клоун (нет в титрах)
- 1983 — Цирк нашего детства
- 1983 — Тайна виллы «Грета» — эпизод
- 1984 — Пеппи Длинныйчулок — клоун Бук
- 1984 — Рассмешите клоуна — клоун Вовчик (главная роль)
- 1985 — Зимний вечер в Гаграх — клоун в цирке (нет в титрах)
- 1986 — Полёт в страну чудовищ — Дулярис
- 1988 — Любовь к ближнему — «человек-оркестр»
- 1992 — Давайте без фокусов! — клоун
- 2002 — Цирк — старый клоун
- 2004 — Марс — дедушка Нади

## Награды
- Медаль «За трудовую доблесть» (14 февраля 1980 года) — за заслуги в развитии советского циркового искусства[3][4].
- Заслуженный артист Российской Федерации (1 декабря 1994 года) — за заслуги в области циркового искусства и многолетнюю работу в Государственной компании «Российский цирк»[5].